# Cọ xát lưu hương

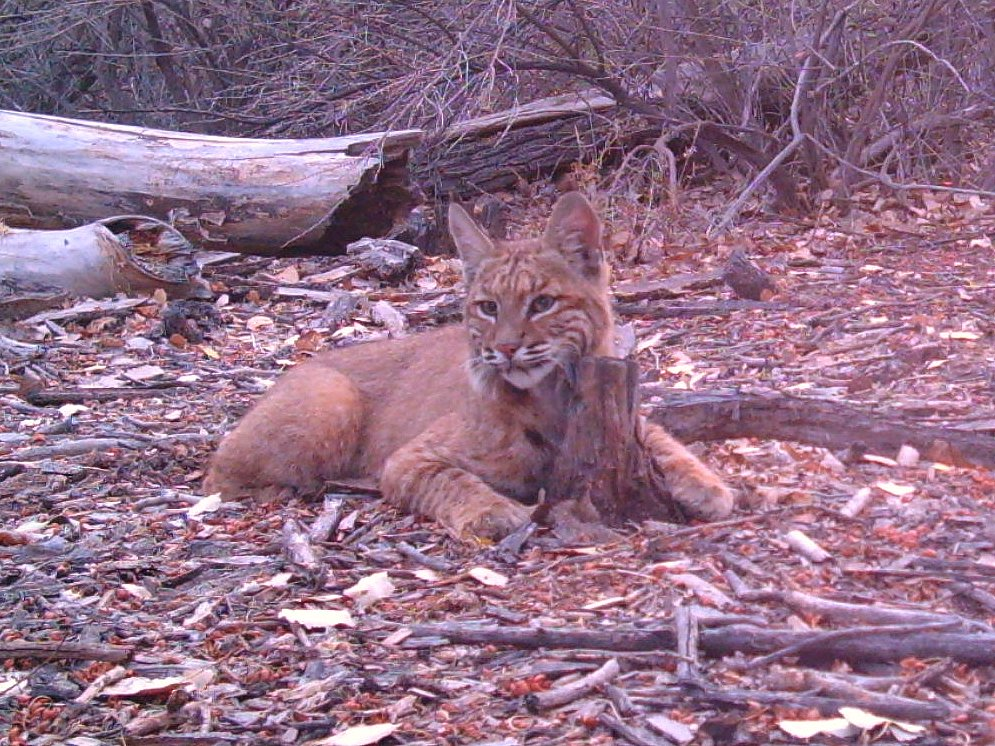
Một con mèo đuôi cộc (Lynx rufus) đang cọ xát lưu hương bằng má trong tự nhiên.

Cọ xát lưu hương (tiếng Anh: Scent rubbing) là một hành vi trong đó một động vật có vú cọ xát cơ thể của nó với một vật thể trong môi trường, đôi khi với những thứ có mùi mạnh. Hành vi này thường gặp ở nhóm động vật ăn thịt, mặc dù nhiều động vật có vú cũng thực hiện hành vi này. Hành động cọ xát lưu hương diễn ra khi con vật hạ thấp vai, thu gọn chân trước, đẩy người về phía trước và cọ cằm, thái dương, cổ hoặc lưng vào vật thể. Một loạt các mùi khác nhau có thể khuyến khích con vật thực hiện hành vi này bao gồm mùi phân, chất nôn, thịt tươi hoặc thịt đã bị phân hủy, thuốc trừ sâu, nước tiểu, thuốc chống côn trùng, tro, thức ăn của con người,...
Việc cọ xát lưu hương thường được thực hiện với việc đánh dấu mùi và "tự xức mùi", thường được động vật sử dụng để đánh dấu một đối tượng trong môi trường xung quanh. Dấu hiệu bằng mùi này có thể được sử dụng như một phương tiện liên lạc giữa các loài. Nhiều loài khác nhau thuộc nhóm động vật họ mèo, khỉ, gấu, chó sói và Macmot chủ yếu được sử dụng để nghiên cứu hành vi cọ xát mùi hương ở nhóm động vật có vú. Sự khác biệt về giới tính và tuổi tác của động vật ảnh hưởng khác nhau đối với việc cọ xát lưu hương, ví dụ con vật trưởng thành, con đực thường thực hiện hành vi này thường xuyên hơn so với những con vật chưa trưởng thành và nhóm các con cái, xét ở nhiều loài động vật khác nhau.